# ضمان
ضَمان یا عقد ضمان در فقه و حقوق ایران به معنای بر عهده گرفتن مالی است که بر ذمه دیگری است. به تعبیر دیگر ضمان، التزام به پرداخت دین ثابت دیگری از طرف شخص غیر مدیون به آن شخص است. متعهد را ضامن، صاحب مال (طلبکار) را مضمون له، و مدیون اصلی را مضمون عنه می‌گویند. در فقه امامیه ضمان را نقل ذمه‌ای به ذمه دیگر تعریف کرده‌اند، قانون مدنی ایران نیز به پیروی از نظریه امامیه نقل ذمه را پذیرفته و در ماده ۶۹۸ به این امر تأکید کرده‌است.

## معنای لغوی
ضمان در لغت به معنای بر عهده گرفتن، کفیل شدن، التزام و تعهد می‌باشد. کلمه «ضمان» در اصطلاح فقهاء به معنی «تعهد» و «بر عهده گرفتن» است، و در حقوق کنونی گاه مرادف با «مسئولیت» نیز به کار می‌رود. در اصطلاح حقوقی ضمان دارای دو معنی است: معنی اعم و آن تعهد به مال و یا نفس انسان است و به این معنی ضمان شامل حواله و کفالت می‌شود و معنی اخص و آن تعهد به مال است که در ذمه دیگری قرار دارد که ضمان عقدی می‌باشد.

## شرایط مورد ضمان (مضمون به)
1. باید مال باشد (عین یا منفعت)
2. در ذمه کسی باشد
3. معین باشد[۵]